# Viktor Minibaev
Viktor Eduardovich Minibaev (Виктор Эдуардович Минибаев; Luhansk, 18 de julho de 1991) é um saltador russo.

## Carreira
Minibaev começou a praticar saltos ornamentais aos sete anos em Elektrostal. Em 2008, ele quebrou duas vértebras na medula espinhal e passou três meses no hospital, além de precisar de mais três meses para se recuperar totalmente. Após se recuperar, participou de inúmeros Campeonatos Mundiais, nos quais conseguiu inúmeras medalhas. Em 2021, conquistou a medalha de bronze nos Jogos Olímpicos de Verão de 2020 em Tóquio na prova de plataforma de 10 metros sincronizado masculino ao lado de Aleksandr Bondar como representantes do Comitê Olímpico Russo sob a insígnia dos Atletas Olímpicos da Rússia (ROC).